# عرن قلبي الأوراق
العرن قلبي الأوراق (باللاتينية: Hypericum cardiophyllum) نوع نباتي ينتمي إلى جنس العرن من الفصيلة العرنية.

## الموئل والانتشار
موطنه بلاد الشام وتركيا.